# Unai Marrero Larrañaga
Unai Marrero Larrañaga (Azpeitia, Guipúscoa, 9 d'octubre de 2001) és un futbolista basc que juga com a porter a la Reial Societat.

## Trajectòria
Nascut a Azpeitia, Guipúscoa, Unai és un porter format al planter del Lagun Onak, abans d'ingressar a l'estiu de 2016 al sistema de formació de la Reial Societat de Futbol després d'una temporada al Cadet d'Honor.
La temporada 2016-17, va formar part de l'equip de Lliga Basca Cadet que es proclamaria campió de Lliga i aniria cremant etapes en el juvenil de Zubieta.
La temporada 2020-21, formaria part de la Reial Societat "C" de Tercera Divisió d'Espanya, a les ordres de Sergio Francisco amb el qual aconseguiria l'ascens a la Segona Divisió RFEF. A més, al febrer de 2021 aniria convocat pel primer equip en un partit d'Europa League.
La temporada 2021-22, seria el portera titular de la plantilla de la Reial Societat "C" de la Segona Divisió RFEF i el tercer portera de la Reial Societat "B" de la Segona Divisió espanyola.
El 10 d'octubre de 2021, va debutar en la Segona Divisió espanyola davant la SD Ponferradina en un empat a un, saltant al terreny de joc en el minut 8 de partit després de l'expulsió d'Andoni Zubiaurre.
El 2 de gener de 2024, Unai va debutar en un partit de la Primera Divisió davant el Deportivo Alavés que es va disputar a l'Estadi d'Anoeta i que acabaria en empat.
El 24 d'octubre el porter va debutar a l'Europa League a Belgrad.
El 13 de febrer del 2025, la Real va guanyar 1-2 a Dinamarca amb una molt bona actuació de l'azpeitiarra.